# Драгомля Вас
Драгомля Вас (словен. Dragomlja vas) — поселення в общині Метлика, регіон Південно-Східна Словенія, Словенія.